# Regista teatrale
Il regista teatrale è il responsabile complessivo dell'allestimento di uno spettacolo dal vivo. Guida e gestisce i lavori specializzati dei diversi collaboratori, gli attori, il musicista, il costumista e lo scenografo. È la figura di riferimento di ogni spettacolo teatrale.
La complessità del lavoro di regia è difficilmente esemplificabile dal punto di vista creativo, mentre è più facile comprendere l'apporto tecnico (posizione degli attori, movimenti, intenzioni, eccetera).
Il regista è colui che tiene in mano il filo narrante di uno spettacolo. Ha in testa durante una messa in scena il concetto da esprimere e porta gli attori a identificarsi in quel concetto. Si può paragonare il suo lavoro a quello dell'architetto. Egli ha carta bianca sull'organizzazione e sviluppo della progettualità artistica.

## Storia della regia teatrale
La figura del regista teatrale fa la sua comparsa nei primi anni del XX secolo. È un'epoca di rinnovamenti nello stile e nella pura concezione di teatro europeo e italiano. Il teatro all'antica, così definito da Sergio Tofano in un suo saggio dal titolo Il teatro all'antica italiano, va delineandosi da una concezione artigianale a un sempre più ottimale professionismo, in linea con il capitalismo che sempre più si impone come regime di produzione nei paesi occidentali. Da una parte, infatti, la nascita della regia teatrale viene vista come esigenza dell'industria dello spettacolo, alla ricerca di nuove figure che potessero ottimizzare il lavoro teatrale, che nel XIX secolo era incentrata particolarmente sulla figura del mattatore: dall'altra, invece, si parte da una visione puramente artistica e da una nuova concezione di fare teatro, di cui il punto di partenza è il Teatro d'Arte di Mosca e dalla lezione di Kostantin Sergeevič Stanislavskij, già debitore dei Meiningen e dagli allestimenti di André Antoine.
A gettare le basi e trasformare i vizi propri del teatro è un compositore: Wilhelm Richard Wagner. Egli sosteneva infatti che lo spettatore dovesse divenire più partecipe, più coinvolto, e non più essere un elemento passivo della rappresentazione. Inoltre l'avvento di tecnologie nuove come l'illuminotecnica permettevano giochi spettacolari ed emotivi (l'inserimento del buio in sala, per attuare il golfo mistico, fu opera sua).
Il teatro fino ad allora non prevedeva una figura specifica a organizzare lo spettacolo, esso era affidato al capocomico: un attore con molta esperienza che tesseva lo spettacolo sulla sua persona. Concetti e significati dunque non stavano nella tessitura ma unicamente nel testo, considerato inequivocabile punto di riferimento dell'allestimento: spesse volte il cartellone riportava il nome dell'autore della pièce escludendo quello dell'allestitore o capocomico. Il capocomico (tra i più importanti Ruggero Ruggeri, Filippo Ciarli, ecc.) spesso non poteva cogliere il limite del suo lavoro (essendo interno alla rappresentazione) e si lasciava andare in eccessi di egocentrismo e spettacolarità (da cui deriva in gergo teatrale il termine "guittare", fare il guitto). Solo nel '900 e con l'avvento dello stile Wagneriano nasce la necessità di una figura esterna, in grado di non essere coinvolta con l'emotività dell'attore. La figura moderna del regista di teatro viene convenzionalmente fatta nascere a Parigi nel 1887 con le regie di André Antoine al Théatre Libre. In Italia i primi registi sono autori stessi delle opere che mettono in scena (Luigi Pirandello, Gabriele D'Annunzio, ecc.), sempre in virtù del fatto che l'autore drammatico era considerato il "padre" dell'intera rappresentazione teatrale.

## Il regista oggi
Oggi la figura del regista è molto varia: alcune figure però seguono da decenni il teatro italiano e sono annoverate tra le più importanti del teatro mondiale. È il caso di Gabriele Lavia, Massimo Castri, Luca Ronconi. Altri registi più moderni praticano un altro tipo di teatro, meno formale e più spontaneo ovvero il cosiddetto teatro di narrazione: uno degli attori che ha iniziato a sviluppare questa forma di teatro è Marco Paolini; adesso stanno emergendo altri attori in questo nuovo tipo di teatro ovvero Ascanio Celestini, Marco Baliani, Mario Perrotta. O nuove leve di registi che mettono in discussione il ruolo stesso del regista e giovani registi che non si rispecchiano in alcuna tradizione o scia. Registi che cercano di creare uno stile proprio utilizzando uno spazio teatrale più complesso, varcando la cosiddetta quarta parete, registi che avendo o meno una formazione accademica cercano un proprio stile, con un buon riscontro di originalità (Roberto Latini, Massimiliano Civica, Antonio Latella, Alex Cantarelli) o registi che hanno già raggiunto la notorietà internazionale con un lavoro molto personale e difficilmente classificabile (Romeo Castellucci, Emma Dante).